# Brens (Tarn)
Pour les articles homonymes, voir Brens.
Brens [bʁɛ̃s] est une commune française située dans le département du Tarn, en région Occitanie. Sur le plan historique et culturel, la commune est dans le Gaillacois, un pays qui doit sa notoriété à la qualité de ses vins.
Exposée à un climat océanique altéré, elle est drainée par le Tarn, le Candou, le Ruisseau de Saudronne, le Ruisseau de Vieulac, le ruisseau de Banis, le ruisseau de Jeansault, le ruisseau de la Saudronne et par divers autres petits cours d'eau. La commune possède un patrimoine naturel remarquable composé d'une zone naturelle d'intérêt écologique, faunistique et floristique.
Brens est une commune rurale qui compte 2 418 habitants en 2022, après avoir connu une forte hausse de la population depuis 1962. Elle est dans l'agglomération de Gaillac et fait partie de l'aire d'attraction de Gaillac. Ses habitants sont appelés les Brensols ou  Brensoles.
La commune est connue pour la présence d'un camp d'enfermement utilisé comme centre d'accueil pour réfugiés espagnols (d'octobre 1939 à novembre 1940), de centre d'hébergement pour réfugiés juifs étrangers (de novembre 1940 à mars 1941), de camp de concentration pour femmes  (de 1942 à 1944) et de camp pour « collabos » (en décembre 1944).
Brens a obtenu le label Village étape en 2014.

## Géographie

### Localisation
Commune de l'aire urbaine de Gaillac située dans son unité urbaine, au sud-est de Gaillac en rive gauche du Tarn.

### Communes limitrophes
Brens est limitrophe de six autres communes.
Les communes limitrophes sont Gaillac, Cadalen, Lagrave, Montans, Rivières et Técou.
| Gaillac |       | Rivières |
|         | Brens | Lagrave  |
| Montans | Técou | Cadalen  |

### Relief et géologie
La commune de Brens est établie sur la première terrasse du Tarn en rive gauche.
La superficie de la commune est de 2 279 hectares ; son altitude varie de 103  à   196 mètres.

### Voies de communication et transports
Accès par l'A68, ainsi que par le train en de gare de Gaillac desservie par les TER Occitanie.
La commune est traversée par les routes départementales 4, 13, 87, 200, 964 (ancienne RN 664) et 968.
La commune est également desservie par des lignes régulières du réseau régional liO : la ligne 704 la relie à Castres et à Gaillac ; la ligne 710 la relie à Lavaur et à Gaillac ; la ligne 712 la relie à Albi et à Gaillac.

### Hydrographie
La commune est dans le bassin de la Garonne, au sein du bassin hydrographique Adour-Garonne. Elle est drainée par le Tarn, le Candou, le ruisseau de Saudronne, le ruisseau de Vieulac, le ruisseau de Banis, le ruisseau de Jeansault, le ruisseau de la Saudronne, le ravin de Verrières, le ruisseau de Fontbareillères, le ruisseau de Mérigot, le ruisseau de Pisse-Saume et par deux petits cours d'eau, qui constituent un réseau hydrographique de 28 km de longueur totale,.
Le Tarn, d'une longueur totale de 380 km, prend sa source sur le mont Lozère, dans le nord de la commune du Pont de Montvert - Sud Mont Lozère en Lozère, et se jette dans la Garonne à Saint-Nicolas-de-la-Grave, en Tarn-et-Garonne.
Le Candou, d'une longueur totale de 11,2 km, prend sa source dans la commune de Lasgraisses et s'écoule du sud-est vers le nord-ouest. Il traverse la commune et se jette dans le ruisseau de Saudronnesur le territoire communal, après avoir traversé 3 communes.
Le ruisseau de Saudronne, d'une longueur totale de 22,2 km, prend sa source dans la commune de Cadalen et s'écoule vers le nord. Il traverse la commune et se jette dans le Tarn sur le territoire communal, après avoir traversé 3 communes.
Le ruisseau de Vieulac, d'une longueur totale de 12,8 km, prend sa source dans la commune de Castanet et s'écoule du nord-est au sud-ouest. Il traverse la commune et se jette dans le Tarn sur le territoire communal, après avoir traversé 7 communes.

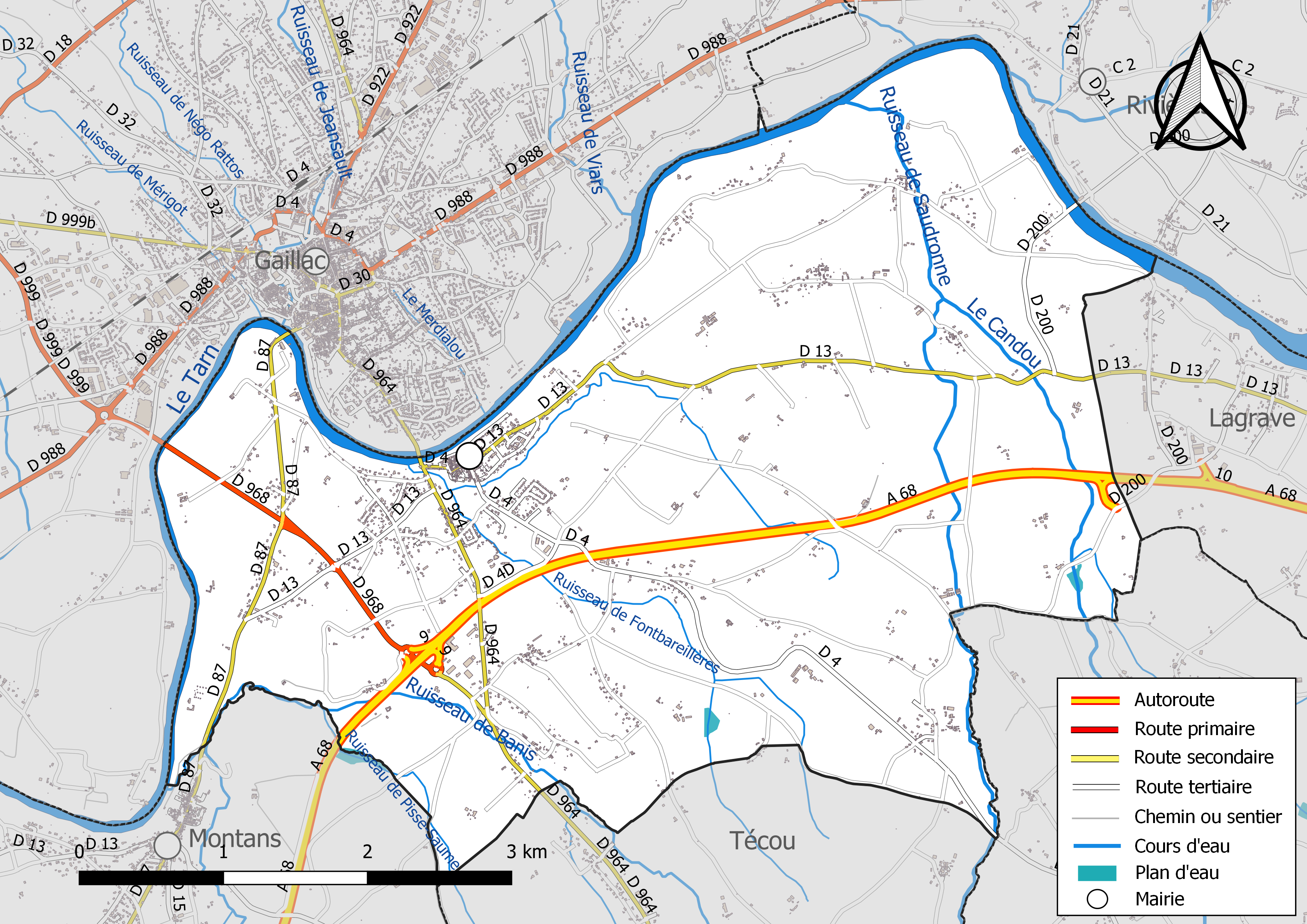
Réseaux hydrographique et routier de Brens.

### Climat
Pour des articles plus généraux, voir Climat de l'Occitanie et Climat du Tarn.
En 2010, le climat de la commune est de type climat du Bassin du Sud-Ouest, selon une étude du Centre national de la recherche scientifique s'appuyant sur une série de données couvrant la période 1971-2000. En 2020, Météo-France publie une typologie des climats de la France métropolitaine dans laquelle la commune est exposée à un climat océanique altéré et est dans la région climatique Aquitaine, Gascogne, caractérisée par une pluviométrie abondante au printemps, modérée en automne, un faible ensoleillement au printemps, un été chaud (19,5 °C), des vents faibles, des brouillards fréquents en automne et en hiver et des orages fréquents en été (15 à 20 jours).
Pour la période 1971-2000, la température annuelle moyenne est de 13,3 °C, avec une amplitude thermique annuelle de 16,2 °C. Le cumul annuel moyen de précipitations est de 743 mm, avec 9,8 jours de précipitations en janvier et 5,2 jours en juillet. Pour la période 1991-2020, la température moyenne annuelle observée sur la station météorologique de Météo-France la plus proche, « Albi », sur la commune du Sequestre à 15 km à vol d'oiseau, est de 13,8 °C et le cumul annuel moyen de précipitations est de 733,9 mm. 
La température maximale relevée sur cette station est de 42,3 °C, atteinte le 23 août 2023 ; la température minimale est de −20,4 °C, atteinte le 16 janvier 1985,,.
Les paramètres climatiques de la commune ont été estimés pour le milieu du siècle (2041-2070) selon différents scénarios d'émission de gaz à effet de serre à partir des nouvelles projections climatiques de référence DRIAS-2020. Ils sont consultables sur un site dédié publié par Météo-France en novembre 2022.

### Milieux naturels et biodiversité

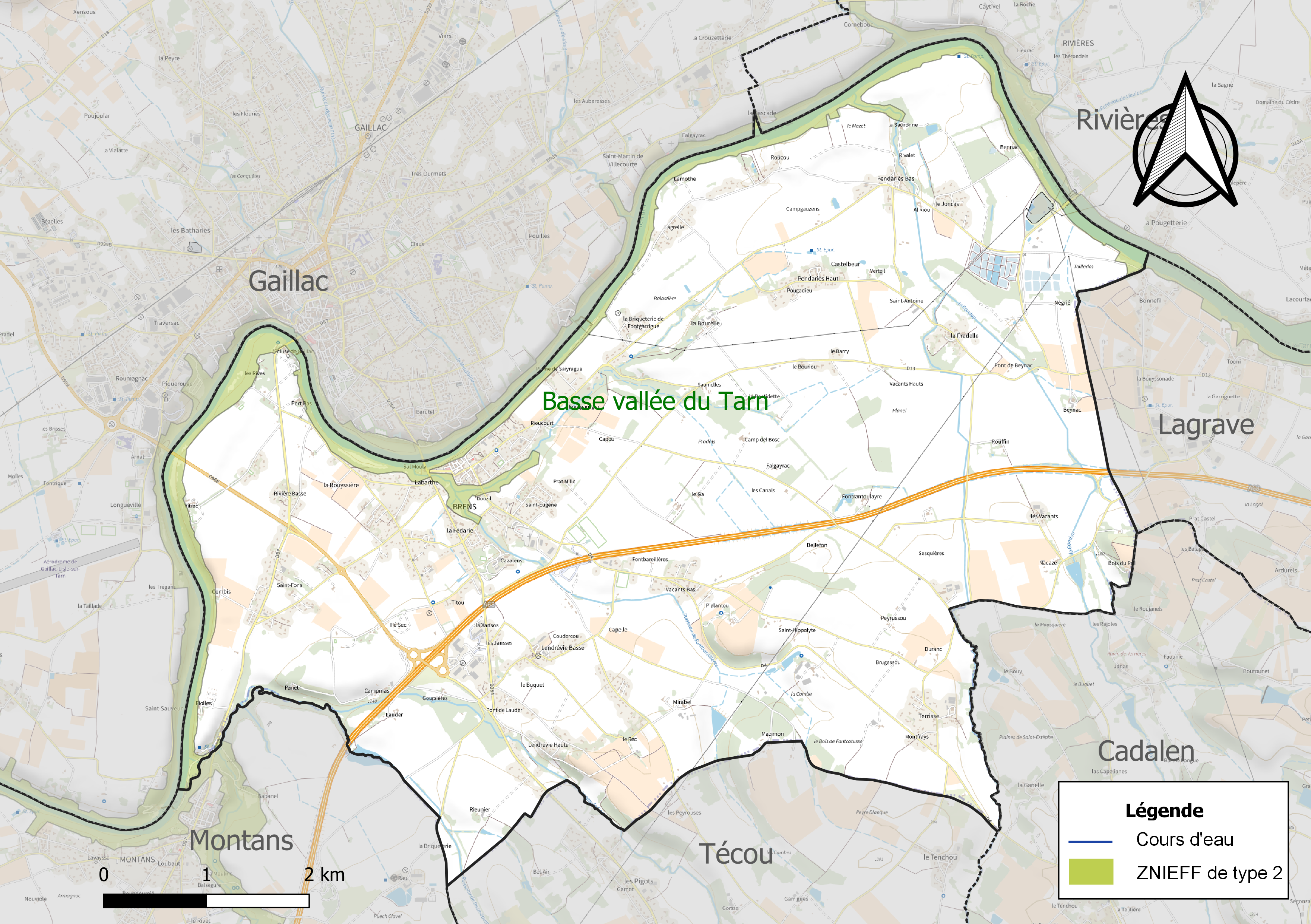
Carte de la ZNIEFF de type 2 localisée sur la commune.

L’inventaire des zones naturelles d'intérêt écologique, faunistique et floristique (ZNIEFF) a pour objectif de réaliser une couverture des zones les plus intéressantes sur le plan écologique, essentiellement dans la perspective d’améliorer la connaissance du patrimoine naturel national et de fournir aux différents décideurs un outil d’aide à la prise en compte de l’environnement dans l’aménagement du territoire.
Une ZNIEFF de type 2 est recensée sur la commune :
la « basse vallée du Tarn » (3 623 ha), couvrant 49 communes dont huit dans la Haute-Garonne, 20 dans le Tarn et 21 dans le Tarn-et-Garonne.

## Urbanisme

### Typologie
Au 1er janvier 2024, Brens est catégorisée commune rurale à habitat dispersé, selon la nouvelle grille communale de densité à sept niveaux définie par l'Insee en 2022.
Elle appartient à l'unité urbaine de Gaillac, une agglomération intra-départementale regroupant trois  communes, dont elle est une commune de la banlieue,,. Par ailleurs la commune fait partie de l'aire d'attraction de Gaillac, dont elle est une commune de la couronne,. Cette aire, qui regroupe 14 communes, est catégorisée dans les aires de moins de 50 000 habitants,.

### Occupation des sols
L'occupation des sols de la commune, telle qu'elle ressort de la base de données européenne d’occupation biophysique des sols Corine Land Cover (CLC), est marquée par l'importance des territoires agricoles (87,1 % en 2018), en diminution par rapport à 1990 (91,8 %). La répartition détaillée en 2018 est la suivante : 
terres arables (61 %), zones agricoles hétérogènes (16,8 %), cultures permanentes (9,3 %), zones urbanisées (4,2 %), eaux continentales (3,8 %), forêts (1,9 %), mines, décharges et chantiers (1,7 %), zones industrielles ou commerciales et réseaux de communication (1,2 %). L'évolution de l’occupation des sols de la commune et de ses infrastructures peut être observée sur les différentes représentations cartographiques du territoire : la carte de Cassini (XVIIIe siècle), la carte d'état-major (1820-1866) et les cartes ou photos aériennes de l'IGN pour la période actuelle (1950 à aujourd'hui).

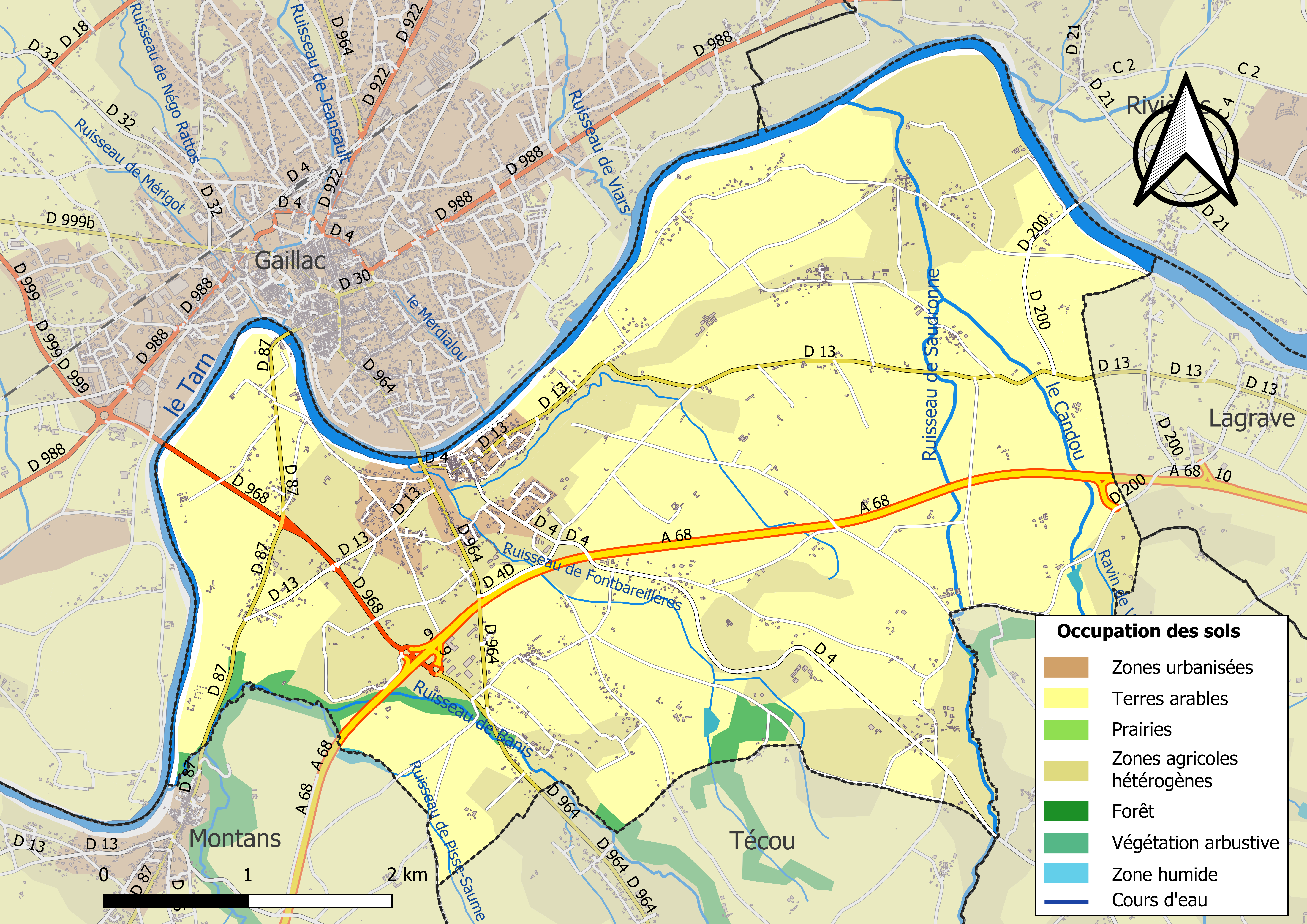
Carte des infrastructures et de l'occupation des sols de la commune en 2018 (CLC).

### Risques majeurs
Le territoire de la commune de Brens est vulnérable à différents aléas naturels : météorologiques (tempête, orage, neige, grand froid, canicule ou sécheresse), inondations, mouvements de terrains et séisme (sismicité très faible). Il est également exposé à deux risques technologiques,  le transport de matières dangereuses et la rupture d'un barrage. Un site publié par le BRGM permet d'évaluer simplement et rapidement les risques d'un bien localisé soit par son adresse soit par le numéro de sa parcelle.

#### Risques naturels
Certaines parties du territoire communal sont susceptibles d’être affectées par le risque d’inondation par débordement de cours d'eau, notamment le Tarn, le ruisseau de Vieulac, le ruisseau de Saudronne et le Candou. La cartographie des zones inondables en ex-Midi-Pyrénées réalisée dans le cadre du XIe Contrat de plan État-région, visant à informer les citoyens et les décideurs sur le risque d’inondation, est accessible sur le site de la DREAL Occitanie. La commune a été reconnue en état de catastrophe naturelle au titre des dommages causés par les inondations et coulées de boue survenues en 1982, 1988, 1994, 1996 et 2014,.
Brens est exposée au risque de feu de forêt. En 2022, il n'existe pas de Plan de Prévention des Risques incendie de forêt (PPRif). Le débroussaillement aux abords des maisons constitue l’une des meilleures protections pour les particuliers contre le feu,.

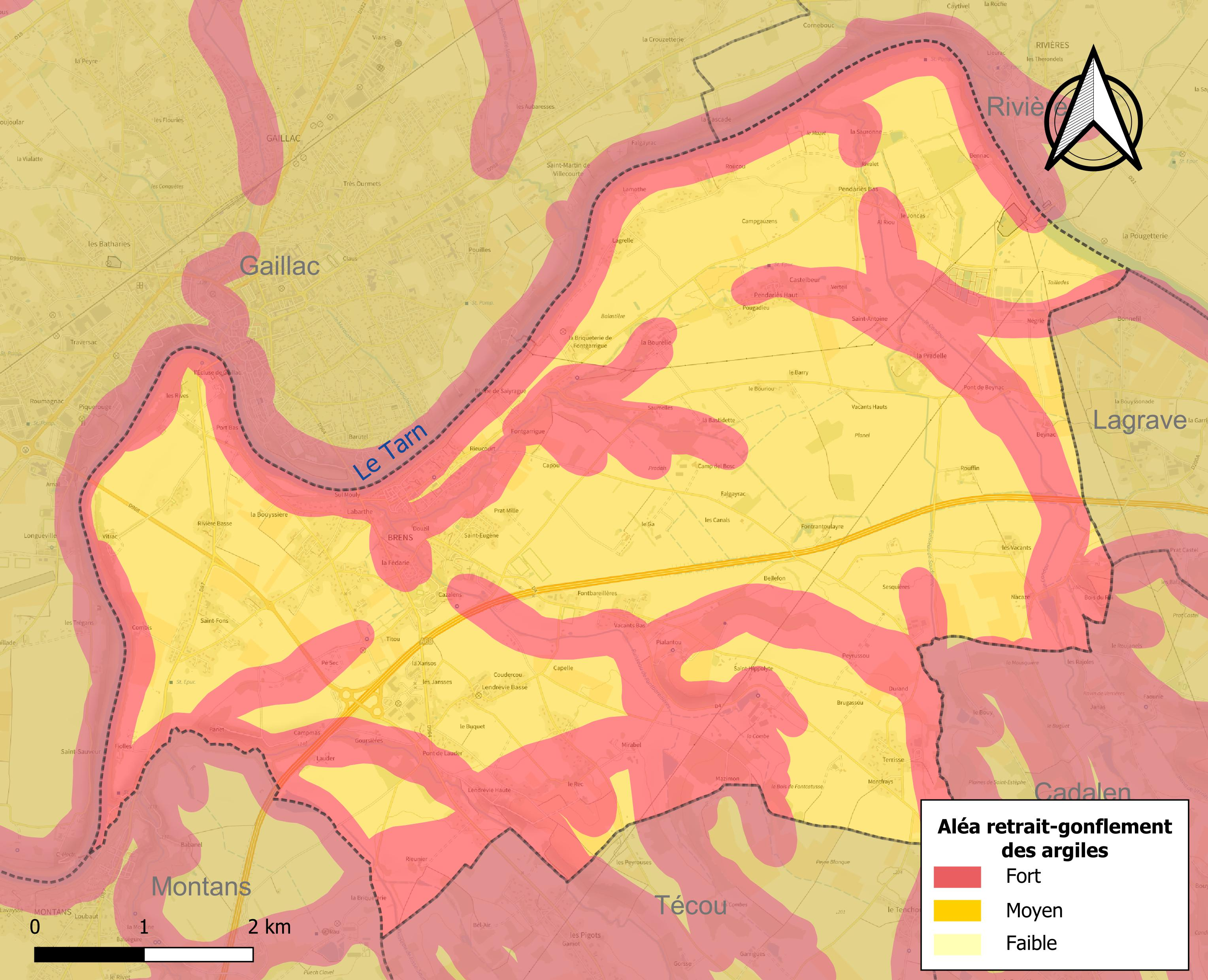
Carte des zones d'aléa retrait-gonflement des sols argileux de Brens.

La commune est vulnérable au risque de mouvements de terrains constitué principalement du retrait-gonflement des sols argileux. Cet aléa est susceptible d'engendrer des dommages importants aux bâtiments en cas d’alternance de périodes de sécheresse et de pluie. La totalité de la commune est en aléa moyen ou fort (76,3 % au niveau départemental et 48,5 % au niveau national). Sur les 991 bâtiments dénombrés sur la commune en 2019, 991 sont en aléa moyen ou fort, soit 100 %, à comparer aux 90 % au niveau départemental et 54 % au niveau national. Une cartographie de l'exposition du territoire national au retrait gonflement des sols argileux est disponible sur le site du BRGM,.
Par ailleurs, afin de mieux appréhender le risque d’affaissement de terrain, l'inventaire national des cavités souterraines permet de localiser celles situées sur la commune.
Concernant les mouvements de terrains, la commune a été reconnue en état de catastrophe naturelle au titre des dommages causés par la sécheresse en 1990, 1998, 2002, 2003, 2011, 2012, 2013, 2016 et 2017 et par des mouvements de terrain en 2006.

#### Risques technologiques
Le risque de transport de matières dangereuses sur la commune est lié à sa traversée par des infrastructures routières ou ferroviaires importantes ou la présence d'une canalisation de transport d'hydrocarbures. Un accident se produisant sur de telles infrastructures est susceptible d’avoir des effets graves sur les biens, les personnes ou l'environnement, selon la nature du matériau transporté. Des dispositions d’urbanisme peuvent être préconisées en conséquence.
La commune est en outre située en aval d'un barrage de classe A. À ce titre elle est susceptible d’être touchée par l’onde de submersion consécutive à la rupture de cet ouvrage.

## Histoire

### Lecamp de Brens

#### Centre d'accueil pour réfugiés espagnols (octobre 1939 - novembre 1940)
Le 16 octobre 1939, le préfet du Tarn réquisitionne un terrain aux portes de Gaillac situé sur la commune de Brens pour en faire un « centre d’accueil pour réfugiés ». Vingt baraques sont construites. À partir du 15 mai 1940, le camp accueille près de mille réfugiés, Belges, Espagnols et Polonais fuyant la zone occupée. Durant l'été 1940, le camp – utilisé aussi par le centre de démobilisation de Gaillac – se vide.

#### Centre d'hébergement pour réfugiés juifs étrangers (novembre 1940 - mars 1941)
En novembre 1940, la préfecture de la Haute-Garonne et le Comité juif de bienfaisance de Toulouse prennent l’initiative conjointe de transformer le camp en « centre d'hébergement pour réfugiés juifs étrangers » pour loger une partie des juifs, sans ressources, qui ont fui l'avance nazie et se sont réfugiés à Toulouse. Le camp héberge 1 600 personnes, dont 400 enfants, près de la moitié d'origine polonaise.
À partir de janvier 1941, la libre circulation à l'extérieur est interdite et début mars, les juifs sont transférés aux camps de Noé et du Récébédou, d'où la plupart partiront pour Drancy puis Auschwitz.

#### Camp de concentration pour femmes (1942-1944)
Le 31 décembre 1941, la direction de la sûreté nationale fait savoir que Brens a été retenue comme « camp de concentration pour femmes ». Le 14 février 1942, arrivent par camion, depuis la gare de Gaillac, les 320 femmes et les 26 enfants du camp de Rieucros.

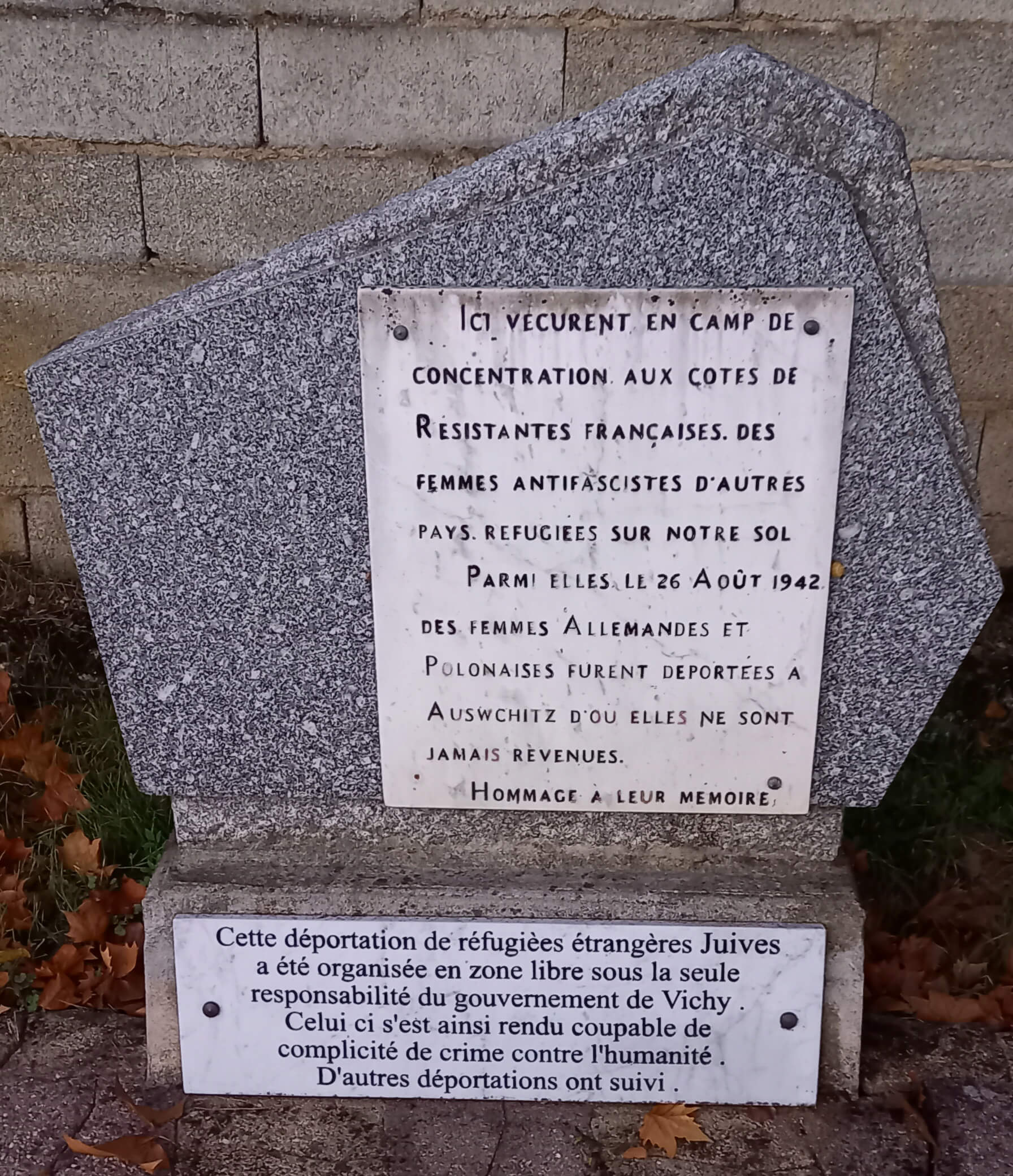

#### Camp pour «collabos»
Le 20 décembre 1944, le camp de Brens reprend sa fonction carcérale en hébergeant 273 collaborateurs tarnais. En juillet 1945, c'est à nouveau un camp « féminin » (267 femmes, 118 enfants) avec des conditions matérielles qui ne sont guère meilleures que pendant la période précédente. Le camp se vide peu à peu de ses occupantes fin 1945 avant d’être brièvement converti en camp de vacances, puis récupéré par son propriétaire.

## Politique et administration

### Administration municipale
Le nombre d'habitants au recensement de 2011 étant compris entre 1 500 habitants et 2 499 habitants, le nombre de membres du conseil municipal pour l'élection de 2014 est de dix neuf,.

### Rattachements administratifs et électoraux
Commune faisant partie depuis le 1er janvier 2017 de Gaillac Graulhet Agglo ancienne communauté d'agglomération du Rabastinois - Tarn et Dadou - Vère Grésigne et Pays Salvagnacois et du canton de Gaillac et elle faisait partie jusqu'au 1er janvier 2017 de la communauté de communes Tarn et Dadou.

### Liste des maires

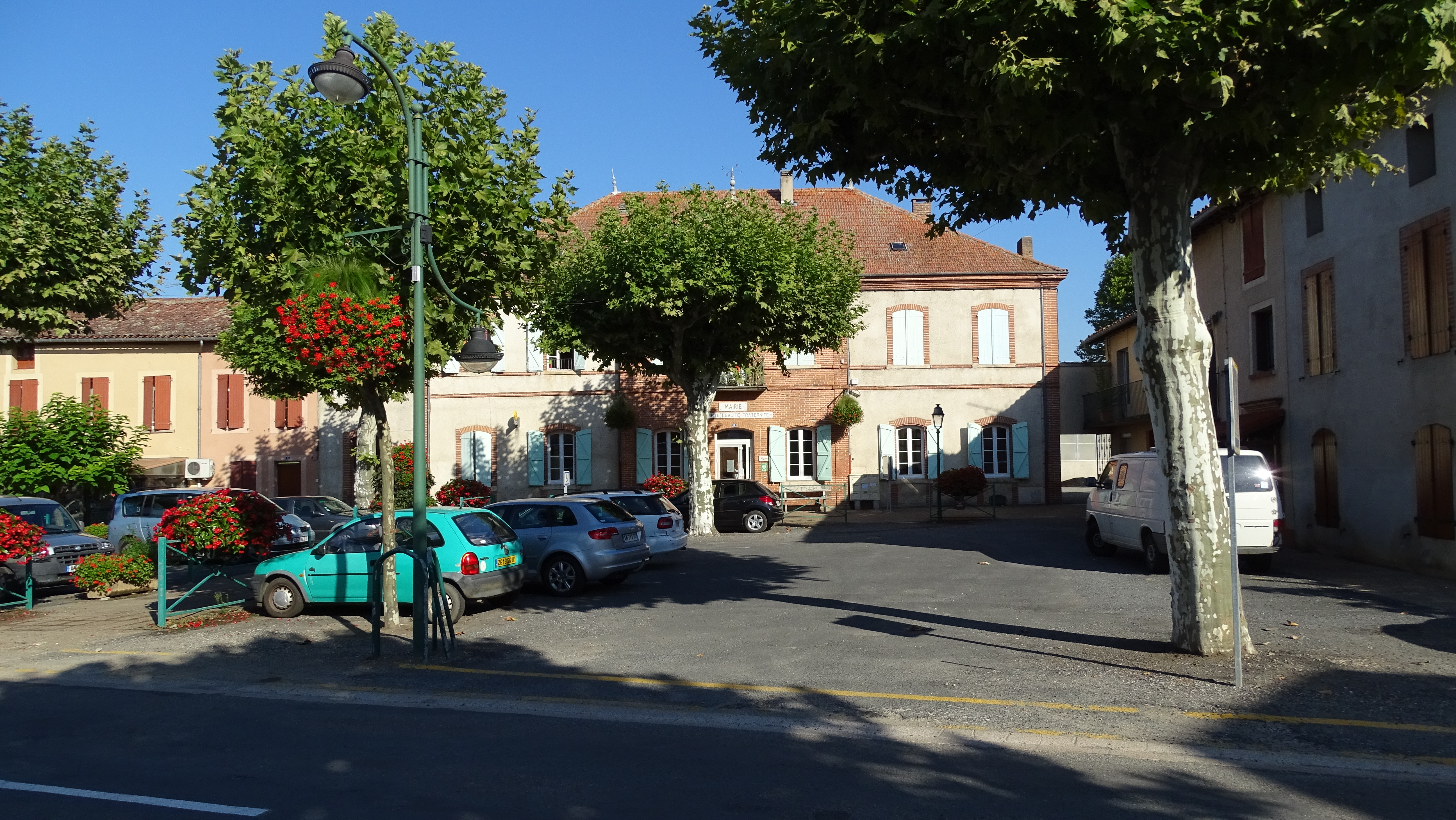
Mairie.

| Période                                  | Période      | Identité           | Étiquette | Qualité             |
| ---------------------------------------- | ------------ | ------------------ | --------- | ------------------- |
| février 1896                             | février 1907 | Norbert Pigot      |           |                     |
| février 1907                             | juillet 1923 | Louis Déléris      |           |                     |
| juillet 1923                             | mai 1929     | Joseph Villa       |           |                     |
| mai 1929                                 | mai 1935     | François Prat      |           |                     |
| mai 1935                                 | octobre 1944 | Évariste Gauzes    |           |                     |
| octobre 1944                             | mai 1945     | Louis Trinques     |           |                     |
| mai 1945                                 | mars 1959    | Pierre Almaric     |           |                     |
| mars 1959                                | mars 1977    | Joseph Cransac     |           |                     |
| mars 1977                                | mars 1983    | Marcel Fontanilles | DVG       |                     |
| mars 1983                                | mars 1989    | Pierre Fabre       |           |                     |
| mars 1989                                | juillet 2020 | Michel Terral      | PS        | Agent de maîtrise   |
| juillet 2020                             | En cours     | Sylvie Garcia      |           | Infirmière libérale |
| Les données manquantes sont à compléter. |              |                    |           |                     |

## Population et société

### Démographie
L'évolution du nombre d'habitants est connue à travers les recensements de la population effectués dans la commune depuis 1793. Pour les communes de moins de 10 000 habitants, une enquête de recensement portant sur toute la population est réalisée tous les cinq ans, les populations de référence des années intermédiaires étant quant à elles estimées par interpolation ou extrapolation. Pour la commune, le premier recensement exhaustif entrant dans le cadre du nouveau dispositif a été réalisé en 2006.

En 2022, la commune comptait 2 418 habitants, en évolution de +5,31 % par rapport à 2016 (Tarn : +2,52 %, France hors Mayotte : +2,11 %).
| 1793 | 1800  | 1806  | 1821  | 1831  | 1836  | 1841  | 1846  | 1851  |
| ---- | ----- | ----- | ----- | ----- | ----- | ----- | ----- | ----- |
| 839  | 1 000 | 1 014 | 1 061 | 1 208 | 1 200 | 1 243 | 1 306 | 1 314 |

| 1856  | 1861  | 1866  | 1872  | 1876  | 1881  | 1886  | 1891  | 1896  |
| ----- | ----- | ----- | ----- | ----- | ----- | ----- | ----- | ----- |
| 1 283 | 1 262 | 1 214 | 1 225 | 1 265 | 1 258 | 1 218 | 1 156 | 1 176 |

| 1901  | 1906  | 1911  | 1921 | 1926  | 1931 | 1936 | 1946  | 1954  |
| ----- | ----- | ----- | ---- | ----- | ---- | ---- | ----- | ----- |
| 1 132 | 1 123 | 1 103 | 995  | 1 006 | 992  | 975  | 1 052 | 1 063 |

| 1962  | 1968  | 1975  | 1982  | 1990  | 1999  | 2006  | 2011  | 2016  |
| ----- | ----- | ----- | ----- | ----- | ----- | ----- | ----- | ----- |
| 1 087 | 1 274 | 1 417 | 1 394 | 1 364 | 1 598 | 1 962 | 2 201 | 2 296 |

| 2021  | 2022  | - | - | - | - | - | - | - |
| ----- | ----- | - | - | - | - | - | - | - |
| 2 393 | 2 418 | - | - | - | - | - | - | - |

| selon la population municipale des années : | 1968 | 1975 | 1982 | 1990 | 1999 | 2006 | 2009 | 2013 |
| Rang de la commune dans le département      | 34   | 35   | 40   | 43   | 41   | 34   | 31   | 30   |
| Nombre de communes du département           | 326  | 324  | 324  | 324  | 324  | 323  | 323  | 323  |

### Enseignement
Brens fait partie de l'académie de Toulouse.
L'éducation est assurée sur la commune par l'école maternelle Françoise-Dolto et l'école primaire Marcel-Carrier.

### Écologie et recyclage
La collecte et le traitement des déchets des ménages et des déchets assimilés ainsi que la protection et la mise en valeur de l'environnement se font dans le cadre de la communauté de communes Tarn et Dadou et du syndicat de traitement départemental TRIFYL.

## Économie

### Revenus
En 2018, la commune compte 944 ménages fiscaux, regroupant 2 396 personnes. La médiane du revenu disponible par unité de consommation est de 22 390 € (20 400 € dans le département). 51 % des ménages fiscaux sont imposés (42,8 % dans le département).

### Emploi
|                | 2008  | 2013  | 2018  |
| -------------- | ----- | ----- | ----- |
| Commune        | 6,5 % | 6,9 % | 7,8 % |
| Département    | 8,2 % | 9,9 % | 10 %  |
| France entière | 8,3 % | 10 %  | 10 %  |

En 2018, la population âgée de 15 à 64 ans s'élève à 1 347 personnes, parmi lesquelles on compte 78,2 % d'actifs (70,4 % ayant un emploi et 7,8 % de chômeurs) et 21,8 % d'inactifs,. Depuis 2008, le taux de chômage communal (au sens du recensement) des 15-64 ans est inférieur à celui de la France et du département.
La commune fait partie de la couronne de l'aire d'attraction de Gaillac, du fait qu'au moins 15 % des actifs travaillent dans le pôle,. Elle compte 558 emplois en 2018, contre 612 en 2013 et 561 en 2008. Le nombre d'actifs ayant un emploi résidant dans la commune est de 958, soit un indicateur de concentration d'emploi de 58,3 % et un taux d'activité parmi les 15 ans ou plus de 58,7 %.
Sur ces 958 actifs de 15 ans ou plus ayant un emploi, 192 travaillent dans la commune, soit 20 % des habitants. Pour se rendre au travail, 90,4 % des habitants utilisent un véhicule personnel ou de fonction à quatre roues, 2,9 % les transports en commun, 3,4 % s'y rendent en deux-roues, à vélo ou à pied et 3,2 % n'ont pas besoin de transport (travail au domicile).

### Activités hors agriculture

#### Secteurs d'activités
205 établissements sont implantés  à Brens au 31 décembre 2019. Le tableau ci-dessous en détaille le nombre par secteur d'activité et compare les ratios avec ceux du département,.
| Secteur d'activité                                                                                        | Commune | Commune | Département |
| Secteur d'activité                                                                                        | Nombre  | %       | %           |
| --- | ------- | ------- | ----------- |
| Ensemble                                                                                                  | 205     | 100 %   | (100 %)     |
| Industrie manufacturière, industries extractives et autres                                                | 27      | 13,2 %  | (13 %)      |
| Construction                                                                                              | 27      | 13,2 %  | (12,5 %)    |
| Commerce de gros et de détail, transports, hébergement et restauration                                    | 53      | 25,9 %  | (26,7 %)    |
| Information et communication                                                                              | 2       | 1 %     | (2,1 %)     |
| Activités financières et d'assurance                                                                      | 7       | 3,4 %   | (3,3 %)     |
| Activités immobilières                                                                                    | 12      | 5,9 %   | (4,2 %)     |
| Activités spécialisées, scientifiques et techniques et activités de services administratifs et de soutien | 35      | 17,1 %  | (13,8 %)    |
| Administration publique, enseignement, santé humaine et action sociale                                    | 27      | 13,2 %  | (15,5 %)    |
| Autres activités de services                                                                              | 15      | 7,3 %   | (9 %)       |

Le secteur du commerce de gros et de détail, des transports, de l'hébergement et de la restauration est prépondérant sur la commune puisqu'il représente 25,9 % du nombre total d'établissements de la commune (53 sur les 205 entreprises implantées  à Brens), contre 26,7 % au niveau départemental.

#### Entreprises et commerces
Les cinq entreprises ayant leur siège social sur le territoire communal qui génèrent le plus de chiffre d'affaires en 2020 sont : 
- Sables Et Graviers Modolo Agregats - SGM Agregats, exploitation de gravières et sablières, extraction d'argiles et de kaolin (4 026 k€)
- Usitech, mécanique industrielle (1 688 k€)
- Les Menuiseurs, commerce de gros (commerce interentreprises) de bois et de matériaux de construction (816 k€)
- Peinture 81, travaux de peinture et vitrerie (395 k€)
- Dias Albert, travaux de maçonnerie générale et gros œuvre de bâtiment (295 k€)

### Agriculture
La commune est dans le Gaillacois, une petite région agricole au sous-sol argilo-graveleux et/ou calcaire dédiée à la viticulture depuis plus de 2000 ans, située dans le centre-ouest du département du Tarn. En 2020, l'orientation technico-économique de l'agriculture  sur la commune est la polyculture et/ou le polyélevage. 
|               | 1988  | 2000  | 2010  | 2020  |
| ------------- | ----- | ----- | ----- | ----- |
| Exploitations | 73    | 40    | 26    | 31    |
| SAU (ha)      | 1 854 | 1 612 | 1 477 | 1 365 |

Le nombre d'exploitations agricoles en activité et ayant leur siège dans la commune est passé de 73 lors du recensement agricole de 1988  à 40 en 2000 puis à 26 en 2010 et enfin à 31 en 2020, soit une baisse de 58 % en 32 ans. Le même mouvement est observé à l'échelle du département qui a perdu pendant cette période 58 % de ses exploitations,. La surface agricole utilisée sur la commune a également diminué, passant de 1854 ha en 1988 à 1365 ha en 2020. Parallèlement la surface agricole utilisée moyenne par exploitation a augmenté, passant de 25 à 44 ha.

## Culture locale et patrimoine

### Lieux et monuments
- Église Saint-Eugène de Brens.
- Chapelle Saint-Eugène de Brens.
- Château de Brens
- La tour XIIIe siècle, la chapelle du cimetière est datée de 972, le pont de la Tuile est médiéval à une seule arche, l'église des XIIIe et XIVe siècles.
- Pigeonnier daté de 1848 et réhabilité en 2008. Il est situé sur la route de Cadalen.

### Personnalités liées à la commune
Lors de la Seconde Guerre mondiale Esther Granek  et sa famille se retrouvent dans un camp de concentration situé à Brens.
Serge Korber, réalisateur de cinéma, a longtemps vécu dans une ferme sur la commune.

### Héraldique
| Blason de Brens | Les armes de Brens se blasonnent ainsi : De gueules à la lettre B capitale d'or. |